# Force aérienne centrafricaine
La Force aérienne centrafricaine ou l'armée de l'air de la République centrafricaine est la composante aérienne des Forces armées centrafricaines. L'armée de l'air serait presque inactive en raison de l'indisponibilité de ses avions. 

Les Dassault Mirage F1 de l'Armée de l'Air patrouillent régulièrement dans les régions troublées du pays et participent également à des affrontements directs. Selon certaines sources, l'ancien président François Bozizé (2003 - 2013) aurait utilisé l'argent qu'il a obtenu de la concession minière de Bakouma pour acheter deux hélicoptères polyvalents Mil Mi-8 à l'Ukraine et un Lockheed C-130 Hercules, construit dans les années 1950, aux États-Unis. L'armée de l'air exploite par ailleurs plusieurs avions légers et un seul hélicoptère.

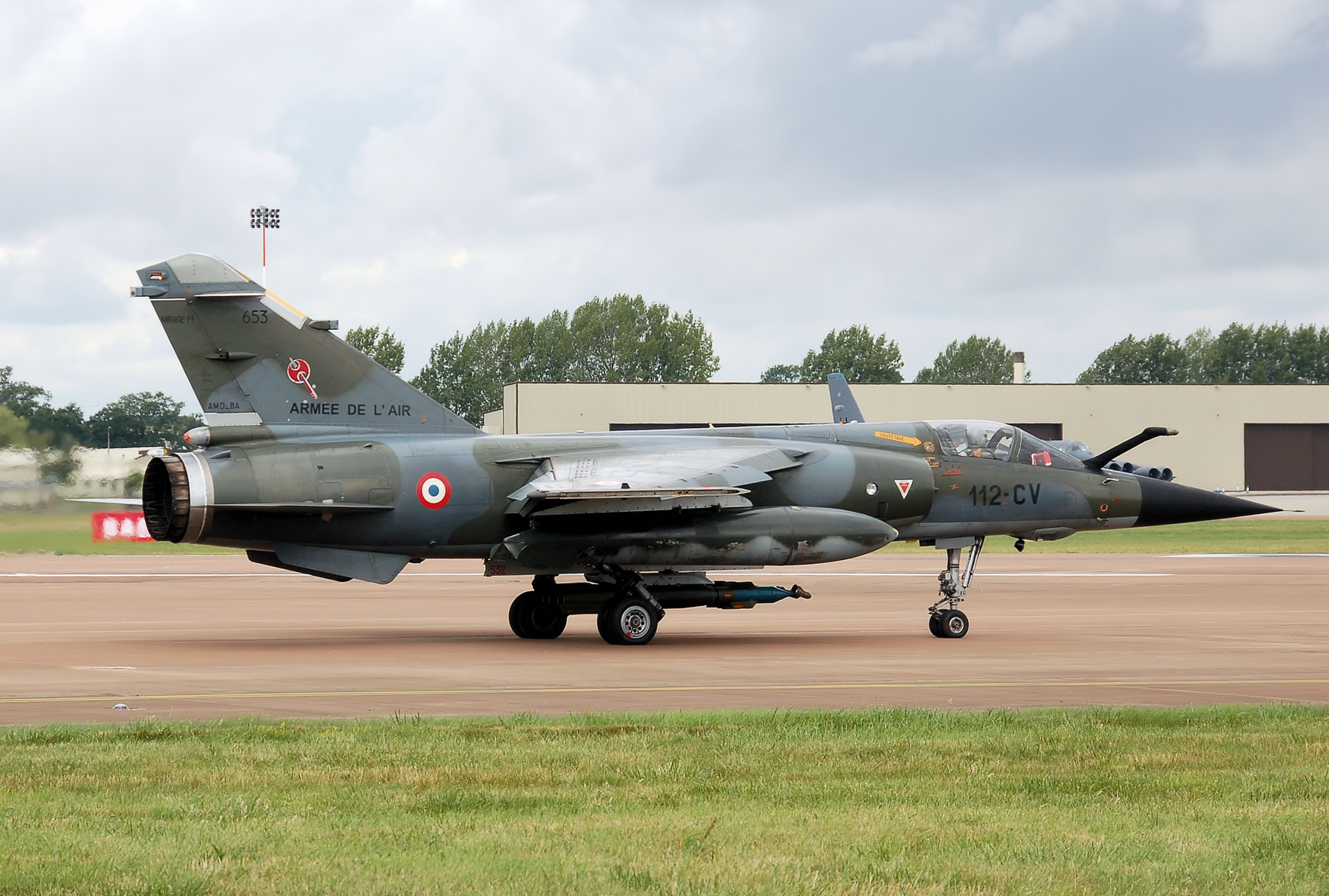
Un Mirage F1CR de l'armée de l'air française avant son décollage lors du RIAT de 2009.

## Inventaire des appareils
| Avion                   | Origine              | Fonction             | Variante             | Nombre en service    | Remarques            |
| Avion d'entraînement    | Avion d'entraînement | Avion d'entraînement | Avion d'entraînement | Avion d'entraînement | Avion d'entraînement |
| ----------------------- | -------------------- | -------------------- | -------------------- | -------------------- | -------------------- |
| Aero L-39               | Tchéquie             | entraînement         |                      | 6                    | Don de la Russie     |
| Transport               |                      |                      |                      |                      |                      |
| Britten-Norman BN-2     | Royaume-Uni          | transport            |                      | 2                    |                      |
| Hélicoptères            |                      |                      |                      |                      |                      |
| Eurocoptère AS350       | France               | utilité / liaison    | AS350B               | 1                    |                      |
| Avions d'attaque au sol |                      |                      |                      |                      |                      |
| Soukhoï Su-25           | Russie               | Attaque au sol       |                      | 8                    |                      |